# Griekse relhond
Met de term Griekse relhond (Engels: Riot Dog) werd de zwerfhond aangeduid die met regelmaat aanwezig was bij demonstraties en rellen in Athene.
De relhond werd Loukanikos of Louk genoemd. Loukanikos werd bekend toen vooral in mei 2010 foto- en videomateriaal, reportages en artikels over hem werden gepubliceerd door the Guardian, BBC, New York Post, NOS Journaal en andere media maar de hond is al actief sinds de Griekse decemberrellen van 2008 De hond werd gefotografeerd in wolken van traangas en wegrennend daarvoor, vluchtend met de demonstranten, blaffend tegen oproerpolitie en in de zon liggend tussen de demonstranten en tussen de demonstranten en de politie. Hij was vaak aanwezig in de frontlinie van demonstraties. Loukanikos stierf in oktober 2014.